# 里久鳴祐果
里久鳴祐果（1988年8月31日—），是一位日本女演員、偶像。目前所屬事務所為shining will。
2010年，在電視劇大魔神華音裡飾演主角巫崎華音，是她生涯中首次主演。

## 略歷
模擬遊戲「德比駿馬」第六代女孩形象代言者，也出演PSP遊戲軟體德比駿馬P廣告。

## 人物
- 自豪能把東京都23區在7秒內全數唸出。[1]
- 擅長打網球。最喜歡的食物是櫻桃。

## 出演

### 電視節目
- 女優力（日语：女優力） （2010年2月27日 - 3月27日、日本電視台）

### 電視劇
- （2008年1月8日 - 3月25日、東京電視台） - 飾 桐山燈子
- 土曜大劇場 （2009年3月22日、朝日電視台） 飾 小暮由加里
- 大魔神華音 （2010年4月2日 - 10月1日、東京電視台） 主演 巫崎華音
- 旅館花嫁 （富士電視台 / 東海電視台製作） 飾 神樂琉璃子
  - 第一系列 （2010年11月1日 - 12月29日）
  - 第二系列 （2011年10月31日 - 12月29日）

### 廣告
- PSP遊戲軟體「德比駿馬P（日语：ダービースタリオン）」 （2006年）
- 鐵三角～青春群像篇～ （2007年3月 -）
- 敘敘苑 （2007年7月 -）
- Phiten（日语：ファイテン） VM （2007年8月 -）
- SETTE （GemCEREY（日语：ジェムケリー）、2006年4月 -）

### 廣播
- （ABC電台、2006年10月 - 2009年3月）

### 電影
- 歌魂♪（日语：うた魂♪） （2008年3月、日活） 飾 前田幸
- 天生一對 （2009年10月） 飾 甘糟真希
- 鬼髮傳說 （2014年2月）

### DVD錄影帶
- Rainbow Boys （2008年2月） 飾
- 詛咒之島（日语：呪島） （2008年4月） 飾 星野仁美

### 手機電影
- 戀愛約束（日语：恋愛約束） （2008年） 飾 花岡美穗
- 青梅竹馬 （2008年） 飾 武田由美
- 放送不可 （2008年）

### PV
- JANGA69 「Adnavce」 （2007年7月）
- 美菜 「時空的片段」

### 雜誌
- 週刊YOUNG JUMP
- Fami通
- Young Champion（日语：ヤングチャンピオン）
- Girls!
- 週刊YOUNG SUNDAY
- TV PIA（日语：TVぴあ）

## 個人作品

### 寫真集
- R （彩文館出版、2006年8月24日發售） 攝影：唐木貴央

### DVD
- （Liverpool（日语：リバプール (企業)）、2006年1月14日）
- RIKU NAVI （Liverpool（日语：リバプール (企業)）、2006年8月25日）

### 舞台劇
- （2007年12月13日 - 12月16日）
- 幕末天使 （朝倉薰演劇團特別公演、2008年11月27日 - 11月30日）
- 鈴村展弘（日语：鈴村展弘）作品 BELL＋UP COMPANY 「重設3・2・1…」 （2010年2月2日 - 2月7日、Theater Green BIG TREE Theater）

## 外部連結
- シャイニングウィル（所屬事務所）
  - 公式プロフィール - 里久鳴祐果公式
- りくなユカタン半島 （页面存档备份，存于） - 里久鳴祐果博客（2008年12月～）
- 里久鳴 祐果 - 里久鳴祐果博客（～2008年11月）
- 里久鳴祐果(rikunayuka)on Twitter （页面存档备份，存于） - 里久鳴祐果twitter
- アイドル☆カーニバル - DVD與活動消息